# Cordon de soudure

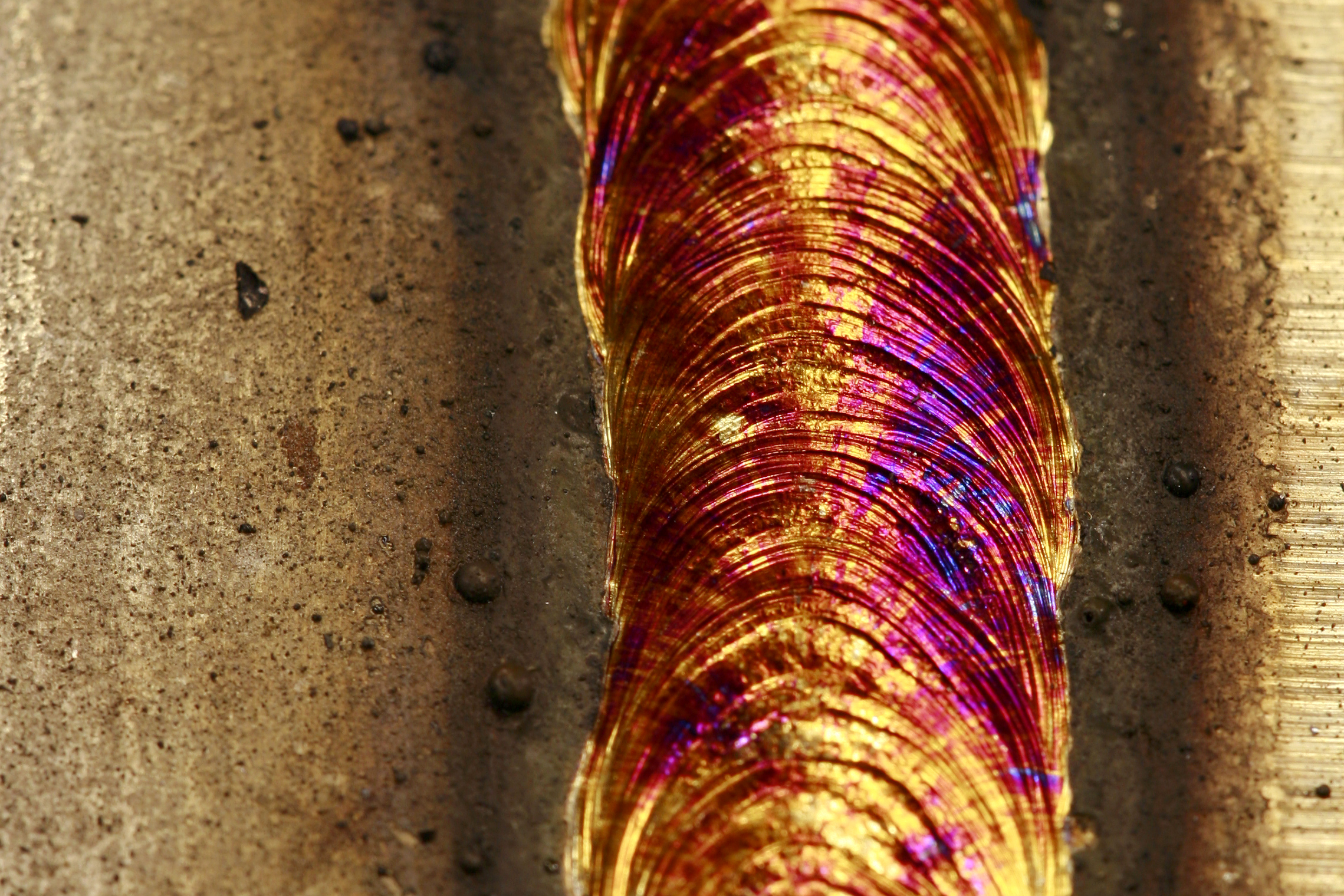
Cordon de soudure

Cordon de soudure ( (en) welding joint  ou (en) weld bead (désigne une passe unique)) ou joint de soudure est une connexion permanente réalisée par soudage . Plus précisément, c'est : 

« Jointure, en forme de cordon, de deux pièces métalliques soudées ensemble, provenant de la fusion des parties soudées ou de celle d’un métal d’apport. »

— Wiktionnaire en français
Les principaux types de joints soudés, d'éléments structurels de bords et de joints, les écarts limites de dimensions et les plages d'épaisseurs rationnelles des éléments de connexion pour les joints de tous types sont réglementés par les normes nationales et internationales et les normes industrielles.

## Termes de base

Le principe de base de la formation d'un joint soudé : 1 — métal de base, 2 — Cordon de soudure, 3 — source d'énergie (flamme, arc électrique, arc plasma, etc.), 4 — métal d'apport (fil, baguette, électrode fusible)

Zones du joint soudé : en gris clair — zone du métal de base, en gris moyen — zone affectée thermiquement (ZAT), en gris sombre — zone du cordon de soudure. Entre la ZAT et la zone de soudure se trouve la zone de fusion

Une opération de soudage crée différentes zones distinctes dans l'ensemble final. Ces zones diffèrent des matériaux de base par leurs compositions chimiques, leurs structures cristallines (ou non), les micros et macros contraintes résiduelles, et donc, par leurs propriétés physiques et mécaniques.
Quand on parle d'un joint soudé, on distingue 4 zones caractéristiques:
- zone du métal de base (où les matériaux ont les mêmes caractéristiques avant et après le soudage);
- la zone affectée thermiquement (ZAT);
- le cordon de soudure proprement dit (qui a été le bain de fusion);
- la zone de fusion, interface entre la ZAT et le cordon de soudure.

Un cordon (ou joint) de soudure est une partie précise de la zone de soudage, où le métal a été en fusion et puis a cristallisé. Dans le cas de certains procédés de soudage par pression, le cordon désigne des surfaces de connexion qui, à la suite de leurs déformations plastiques lors de l'opération, ont connu des phénomènes de coalescence (sans passage par l'état liquide). La plupart des procédés de soudage à l'état solide ont des zones ayant connu différentes combinaisons de fusion, de cristallisation et de déformation, ayant entrainé la connexion surfaces .